# 강현 초상
강현초상(姜鋧肖像)은 조선시대 문신이었던 강현을 그린 초상화이다. 화면 상단에는 '예부상서겸태학사백각강현화상'이라는 제기가 전서로 쓰여있다. 이 작품은 아들 강세황의 영정과 함께 그의 문중에 전래되어 온 것이다. 강현은 판서·대제학·한성부판윤 등을 두루 지냈고 말년에는 기로소에 들어가는 등 화려한 관직생활을 했던 인물이다.
작품은 좌안칠분면의 전신좌상으로 오사모에 녹색 단령을 입고 있으며 의자에는 호피가 깔려있어 숙종·영조 때의 초상화 형식이 그대로 나타나 있다.
복식을 살펴보면 전대 작품에 비해 사모의 뒤가 좀 더 높아졌으며 단령이 턱 아래로 늘어졌고 가슴에 있는 흉배는 공작문 등에서 쌍학문으로 바뀌었음을 알 수 있다.
의자 아래에는 당시 많은 초상화에서 그려졌던 화려한 화문석은 없지만 족좌 위에 사각형의 작은 화문석이 펼쳐져 있다.
얼굴 표현을 살펴보면 세필(細筆)을 주로 사용하여 얼굴 피부 자체가 지닌 육리문으로 얼굴의 입체감을 나타내고 코 끝과 눈주위, 양 볼에 홍색의 담채를 가하고 있음을 볼 수 있다.
전체적으로 눈·코·입·주름 등의 얼굴 세부 묘사가 뛰어난 편으로 인물의 외부적인 특징뿐 아니라 그의 기품까지도 잘 드러나고 있는 작품이다. 옷주름 처리에서는 전혀 음영을 사용하지 않고 균일한 굵기의 검은 선으로 상징적인 몇 개의 주름만을 나타내고 있다.
이러한 옷주름 표현은 초상화 양식에 있어 보다 고식에 가까운 부분이기도 하다.

## 참고 자료
본 문서에는 서울특별시에서 지식공유 프로젝트를 통해 퍼블릭 도메인으로 공개한 저작물을 기초로 작성된 내용이 포함되어 있습니다.